# Wołoczanka
Wołoczanka (ros. Волочанка) – osiedle w Rosji, w Kraju Krasnojarskim, w tajmyrskim rejonie dołgano-nienieckim. W 2010 liczyło 530 mieszkańców.